# كمب مراد أباد
كمب مراد أباد (بالفارسية: کمب مرادآباد) هي منطقة سكنية تقع في البلدة المركزية في إيران. يقدر عدد سكانها بـ 4,531 نسمة .